# Trietil-amin
A trietil-amin tercier amin, összegképlete C6H15N, rövidítése: Et3N, TEA – ez utóbbit más vegyületek rövidítésére is használják, ezek: trietanol-amin és tetraetil-ammóniumion.
Színtelen, jellemző, hal- és ammóniaszagú folyadék. Szerves kémiai szintézisekben alkalmazzák.

## Előállítás és kémiai tulajdonságok
Ammónia alkilezésével állítják elő, etanol felhasználásával.
NH3 +  3 C2H5OH   →   N(C2H5)3  +  3 H2O
A protonált trietil-amin pKa értéke 10,75, amely pH értékű pufferoldatok előállítására is felhasználható.
Sósavas sója, a trietil-amin-hidroklorid színtelen, szagtalan, higroszkópos, szilárd anyag.

## Alkalmazása
Szerves kémiai reakciókban savmegkötőként, bázisként használják, többek között éterek, észterek, amidok, vagy más aminok előállításánál. Az ezen reakciók során keletkező savat kötik meg az aminnal. Ilyen reakciókkal többek között növényvédőszerek és gyógyszerek állíthatók elő.
R2NH  +  R'C(O)Cl  +  Et3N  →  R'C(O)NR2  +  Et3NH+Cl-
Ezen felül uretán-habok és epoxi-gyanták előállításánál is alkalmazzák.
Bizonyos peszticidekkel sóképzésre is felhasználják (pl.: 2,4-D).
Alkilezőszerekkel tetraalkil-ammóniumsók állíthatók elő, amelyek fázistranszfer katalizátorként, növényvédőszerként, gyógyszerként és színezékként is hasznosíthatók.
RI  +  Et3N  →  Et3NR+I-
A trietil-amin bikarbonát sóját (TEAB, trietil-ammónium-bikarbonát) fordított fázisú kromatográfiában használják nukleotidok és egyéb biomolekulák tisztítására.

## Fordítás
Ez a szócikk részben vagy egészben a Triethylamine című angol Wikipédia-szócikk ezen változatának fordításán alapul.  Az eredeti cikk szerkesztőit annak laptörténete sorolja fel. Ez a jelzés csupán a megfogalmazás eredetét és a szerzői jogokat jelzi, nem szolgál a cikkben szereplő információk forrásmegjelöléseként.